# مرقيونية
المرقيونية هي عقيدة مثنوية مسيحية مبكرة وضع تعاليمها مرقيون السينوبي في روما حوالي سنة 144 م. آمن مرقيون يسوع المخلص الذي بعث به الله، وأن بولس الرسول كان رئيسًا للتلاميذ، ولكنه رفض الإيمان بالكتاب العبري وإله إسرائيل. اعتقد المرقيونيون الإله العبري الغاضب كيانًا منفصلاً وأدنى من الله واسع المغفرة في العهد الجديد. يتشابه هذا الاعتقاد في بعض النواحي مع اللاهوت الغنوصي المسيحي. خصوصًا، أن كلاهما مثنويًا، فهما يفترضان آلهة أو قوى أو مباديء متعارضة: أحدها أعلى وروحاني، و«صالح»، والآخر أقل ومادي، و «شرير». وعلى النقيض من المسيحيين الآخرين، فهم يعتقدون أن «الشر» لا يمكن أن يتواجد مستقلاً، ولكنه يظهر في غياب الإله «الصالح»، وهي النظرية التي آمن بها الحاخام اليهودي موسى بن ميمون.
على غرار الغنوصية، تصور المرقيونية إله العهد القديم على اعتباره طاغية أو خالق الكون المادي. اعتبر فيليب شاف أن مرقيون غنوصيًا، تتألف تعاليم مرقيون من أحد عشر كتابًا: إنجيل يتكون من عشرة أقسام استخلاصها من إنجيل لوقا، بالإضافة إلى عشرة من رسائل بولس. لم يقبل مرقيون أي من نصوص العهد القديم، بالإضافة إلى جميع الرسائل والأناجيل الأخرى من أسفار الكتاب المقدس لأنها تنتقل الأفكار «اليهودية».
اتهمت المرقيونية بالهرطقة، وكتب الكثيرون لمعارضتها لا سيما ترتليان في كتاب له سنة 208 م. وقد فُقدت كتابات مرقيون، على الرغم من كونها كانت منتشرة على نطاق واسع. مع ذلك، يزعم الكثير من العلماء منهم هنري ويس أنه من الممكن إعادة بناء واستنتاج جزء كبير من المرقيونية القديمة من خلال الانتقادات اللاحقة حولها خاصة ما انتقد فيه ترتليان مرقيون.

## وصلات خارجية
- The Marcionite Research Library
- "Marcionites". الموسوعة الكاثوليكية. نيويورك: شركة روبرت أبيلتون. 1913.